# كيش دره (مقاطعة فومن)
كيش دره (بالفارسية: کیش دره) هي قرية تقع في غيلان في إيران. يقدر عدد سكانها بـ 270 نسمة بحسب إحصاء 2016.